# Kheriga

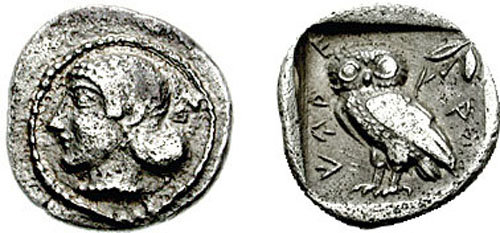
Moneda de Kheriga (hacia 450-410 a. C.).

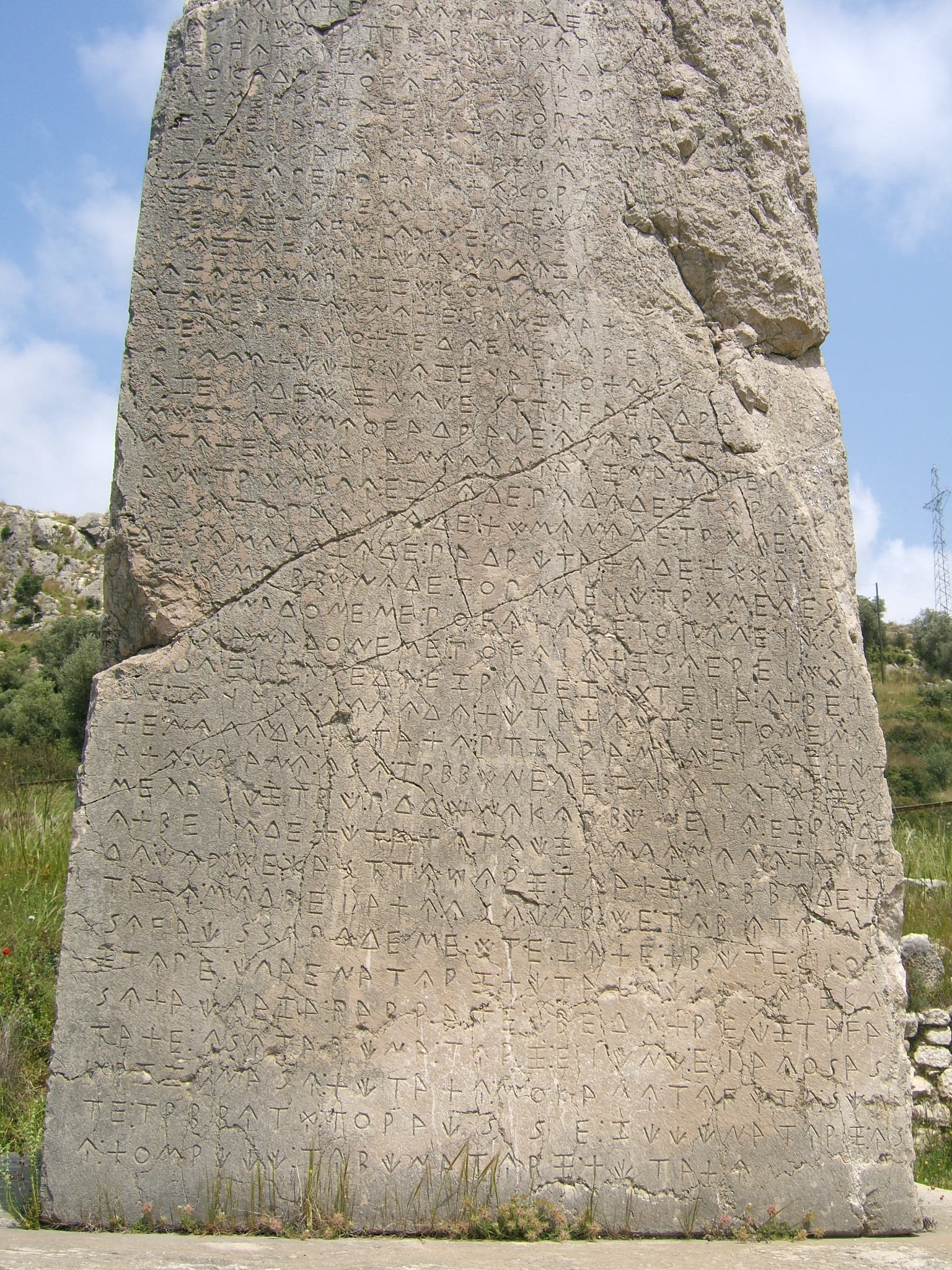
El Obelisco de Janto fue erigido probablemente como pilar que sostenía el sarcófago de Kheriga, hacia el 400 a. C.

Kheriga (en griego: Gergis) fue un dinasta de Licia, que gobernó hacia 450-410 a. C.Se lo menciona en la lista de sucesión del Obelisco de Janto, y es probablemente el propietario del sarcófago que se encontraba sobre él.
Kheriga era hijo de Harpago (Arppakhu en licio). Arbinas era hijo de Kheriga.
Gobernaba Licia en la época en que era aliada de Atenas en la Liga de Delos. Cuando el poder de Atenas se debilitó y Atenas y Esparta se enfrentaron en la guerra del Peloponeso (431-404 a. C.), la mayoría de las ciudades de Licia abandonaron la Liga de Delos, con la excepción de Telmeso y Fasélide. En 429 a. C., Atenas envió una expedición contra Licia para intentar obligarla a reincorporarse a la Liga. Ésta fracasó cuando el líder de Licia, Kheriga (Gergis), derrotó al general ateniense Melesandro. El encuentro se describe en la inscripción del obelisco de Janto.